# Central hidroeléctrica Rucúe
La Central hidroeléctrica Rucúe es una central generadora de electricidad por energía hidráulica. Está ubicada a 60 km al este de la ciudad de Los Ángeles, en la comuna de Quilleco, Región del Bío-Bío de Chile. La central usa el agua del Río de La Laja. Fue construida por Colbún S.A. e inició su funcionamiento en el año 1998. Es propiedad de Colbún.

## Características técnicas
La capacidad de generación instalada es de 178 MW, para generar una energía media anual de 888 (2008) - 1017 (2009) GWh, producidos por dos turbinas Francis.